# اسعد غنما
اسعد غنما (عربی: أسعد غنما; ۱۴ فوریهٔ ۱۹۳۰ – ۱۸ ژوئیهٔ ۲۰۰۶) یک افسر نظامی اردنی بود. او در طول جنگ شش روزه و نبرد کرامه به عنوان سرگرد و فرمانده گردان ۴۸ پیاده ارتش اردن خدمت کرد. پس از جنگ شش روزه، او به درجه سرتیپ ارتقا یافت و تا زمان بازنشستگی در سال ۱۹۷۲ در نیروهای مسلح اردن باقی ماند. او اولین بار به دلیل نقشش در حادثه سامو در سال ۱۹۶۶ به شهرت رسید.